# كاتلين بلاكوود
كاتلين بلاكوود (بالإنجليزية: Caitlin Blackwood)‏ هي ممثلة بريطانية، ولدت في 23 يونيو 1999 في إنفرنيس في المملكة المتحدة.

## وصلات خارجية
- الموقع الرسمي
- كاتلين بلاكوود على موقع IMDb (الإنجليزية)
- كاتلين بلاكوود على موقع ألو سيني (الفرنسية)
- كاتلين بلاكوود على موقع كينوبويسك (الروسية)